# Rebecca Rand Kirshner
Pour les articles homonymes, voir Kirshner.
Rebecca Rand Kirshner Sinclair (née en 1974) est une productrice et scénariste à la télévision américaine. Elle a notamment travaillé sur les séries Gilmore Girls, Buffy contre les vampires et 90210 Beverly Hills : Nouvelle Génération. Elle est la fille de l'astronome Robert Kirshner et s'est mariée en 2008 avec l'acteur et réalisateur néo-zélandais Harry Sinclair (en).

## Filmographie

### Scénariste
- 2000 à 2003 : Buffy contre les vampires, 8 épisodes : Quand Spike s'en mêle, Météorite, Magie noire, Tabula rasa, La Corde au cou, La Prédiction, La Relève et Contre-attaque
- 2003 et 2004 : Las Vegas, 2 épisodes
- 2004 à 2007 : Gilmore Girls, 10 épisodes
- 2009 à 2011 : 90210 Beverly Hills : Nouvelle Génération, 11 épisodes